# Song of Australia

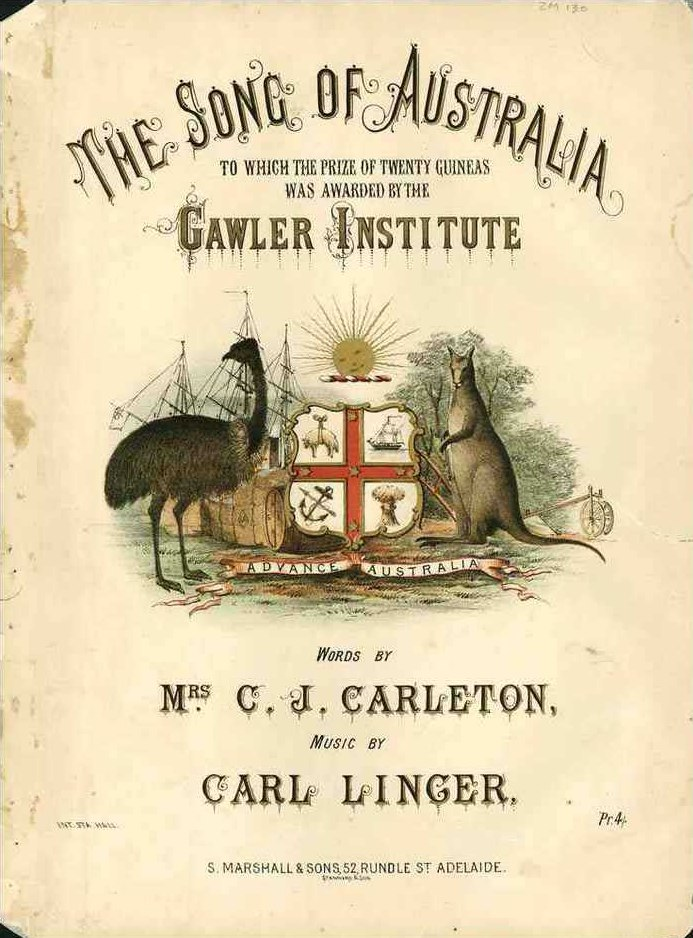
Deckblatt der Veröffentlichung des Liedes

The Song of Australia wurde von der englischen Dichterin Caroline J. Carleton im Jahre 1859 für einen Wettbewerb getextet, der vom Gawler-Institut zu seinem 2. Jahrestag ausgeschrieben war. Die Musik dieses Liedes wurde von Carl Linger (1810–1862), einem Deutschen, komponiert. 

## Geschichte
Eingereicht wurden in diesem Wettbewerb 96 Lieder, gewonnen hat das von Caroline Charleton (1820–1874) getextete und von Carl Linger komponierte fünfstrophige Lied, das mit einem Preis von 10 Ginueas dotiert war. Charleton erreichte South Australia im Jahre 1839 und sie lebte in Adelaide und später in Kapunda. Der in Berlin geborene Musikwissenschaftler Carl Linger (1810–1862), der an der Musikhochschule Berlin studiert hatte, kam im Jahre 1849 nach South Australia. Linger ließ sich in Gawler nieder und ging später nach Adelaide, wo er musikalischen Erfolg hatte.
Der Song of Australia beeindruckte Charles Cameron Kingston, den Premierminister von South Australia, so stark, dass er anordnete, dass in öffentlichen Schulen dieses Lied Schülern gelehrt werden musste. Das Lied wurde niemals zum Nationallied, stattdessen wählte die Commonwealth-Regierung von Australien Advance Australia Fair zum Nationallied, das in Sydney im Jahre 1878 komponiert wurde.
Popularisiert wurde The Song of Australia im 20. Jahrhundert durch den Bariton Peter Dawson.

## Auswahl
The Song of Australia war eines von vier Liedern, die im Jahre 1977 zum Nationallied gewählte werden konnten. Dieses Lied erhielt zwar 1977 die wenigsten Stimmen, ist aber weiterhin das bekannteste Lied in South Australia.
Die vier Lieder, die 1977 zur Wahl standen, waren: Advance Australia Fair (1. Platz mit 40,35 %), Waltzing Matilda (30,14 %), God Save the Queen (18,78 %) und The Song of Australia (9,65 %).

## Liedtext
The Song of Australia
There is a land where summer skies

Are gleaming with a thousand dyes,

Blending in witching harmonies, in harmonies; 

And grassy knoll, and forest height,

Are flushing in the rosy light,

And all above in azure bright –

Australia! 

There is a land where honey flows,

Where laughing corn luxuriant grows, 

Land of the myrtle and the rose,

On hill and plain the clust’ring vine, 

Is gushing out with purple wine, 

And cups are quaffed to thee and thine –

Australia! 

There is a land where treasures shine

Deep in the dark unfathomed mine, 

For worshippers at Mammon’s shrine,

Where gold lies hid, and rubies gleam,

And fabled wealth no more doth seem

The idle fancy of a dream –

Australia! 

There is a land where homesteads peep

From sunny plain and woodland steep,

And love and joy bright vigils keep,

Where the glad voice of childish glee

Is mingling with the melody

For nature’s hidden minstrelsy –

Australia! 

There is a land where, floating free, 

From mountain top to girdling sea, 

A proud flag waves exultingly, 

And freedom’s sons the banner bear,

No shackled slave can breathe the air, 

Fairest of Britain’s daughters fair

Australia!